# Gesellenverein
Gesellenvereine sind oder waren neben den Arbeitervereinen, den Katholischen Arbeitervereinen und im Gegensatz zu Gesellenbruderschaften Vereine, die ab dem Übergang zur Industriegesellschaft im 19. Jahrhundert als freie Zusammenschlüsse von selbständigen Handwerksgesellen auf fachlicher und konfessioneller Grundlage entstanden mit dem Ziel, berufliche Fortbildung und Geselligkeit zu pflegen bzw. soziale Unterstützung zu geben. Um diese Unterstützung leisten zu können, haben viele Gesellenvereine Gesellenhospize errichtet. In diesen konnte die Betreuung der Handwerksgesellen besser als in Gasthäusern erfolgen.

## Konfessionelle Einflüsse
Die katholischen Gesellenvereine gewannen eine große soziale Bedeutung. Sie dienten neben der beruflichen Weiterbildung auch der religiös-sittlichen Betreuung von Handwerksgesellen. Sie erlangten eine größere Verbreitung und Bedeutung, hier besonders die nach ihrem Begründer benannten Kolpingsfamilien, die bis heute im Kolpingwerk zusammengefasst sind.
Später wurde die mögliche Mitgliedschaft meist auf die werktätige Jugend überhaupt ausgeweitet.

## Geschichte
1846 erfolgte die Gründung des ersten katholischen Gesellenvereins in Elberfeld (heute zu Wuppertal) durch den Lehrer Johann Gregor Breuer (geboren in Neuss). Bereits ein Jahr später wird im Juni 1847 der katholische Priester Adolph Kolping zum Präses dieses Elberfelder Gesellenvereins gewählt. Gleichzeitig förderte er auch die Errichtung der katholischen Gesellenhäuser, die den wandernden Handwerksgesellen zur „Heimat“ in der Fremde wurden. Die früheren katholischen Gesellenhäuser wurden später in Kolpinghäuser umbenannt.
1848 Oktober, Kolping vollendet die Schrift Der Gesellenverein, zur Beherzigung für alle, die es mit dem wahren Volkswohl gut meinen (Veröffentlichung 1849). Mit dieser Schrift wirbt Kolping für die Verbreitung der Idee des Gesellenvereins. Am 6. Mai 1849 schließlich gründete er mit sieben Gesellen in der Kolumbastube zu Köln den Kölner Gesellenverein, der zur Keimzelle des Kolpingwerkes wurde.
Als Vater der evangelischen Gesellenvereine gilt der Pfarrer Johann Hinrich Wichern. Nach seiner Schrift vom Wittenberger Kirchentag vom 23. September 1848 über die geistige, charakterliche Bewältigung des Handwerkerschicksals gründeten sich auch in mehreren Städten lutherische Vereine.
Nun entwickelten sich auch in anderen Städten Gesellenvereine und fanden reichlich Zuspruch. Dies lag auch daran, dass sich junge Leute beiderlei Geschlechts hier unter dem Dach der Kirche treffen und gemeinsame Veranstaltungen organisieren und besuchen konnten.